# 1. Sinfonie (Mjaskowski)
Die Sinfonie in c-Moll op. 3 ist die erste Sinfonie des Komponisten Nikolai Jakowlewitsch Mjaskowski (1881–1950).

## Entstehungsgeschichte
Die ersten Skizzen zu der Sinfonie entstanden bereits zur Zeit von Mjaskowskis Studium in Sankt Petersburg im Februar 1908. Den darauffolgenden Sommer nutzte er zunächst zur Klavierbearbeitung, sodass am 1., 9. und 27. Juli jeweils die Sätze in der Klavierfassung fertig waren. Im September war dann auch die Orchestrierung abgeschlossen. Mjaskowski erkannte bereits in dieser frühen Schaffensphase sein Talent und seine Begeisterung für das Genre der Sinfonie, traute sich aber nicht, das Werk seinem Kompositionslehrer Anatoli Ljadow zur Beurteilung vorzulegen. Stattdessen ging er mit seinem Freund und Studienkollegen Prokofjew zu Alexander Glasunow, der ihm sogleich Fördermittel zur Verfügung stellte. 1921 überarbeitete Mjaskowski die Sinfonie. Diese Version veröffentlichte er 1929, 1931 erschien eine Fassung für Klavier zu vier Händen.

## Analyse
Die Tonsprache und Stimmung dieser frühen Sinfonie steht ganz im Zeichen der großen russischen Romantiker wie Tschaikowski, Glasunow und Tanejew. Gleichzeitig versuchte Mjaskowski auch, sich den modernen Strömungen der Musik zu widmen, auch wenn die Musik nicht so 'modern' ist, dass die zeitgenössischen russischen Komponisten ihn als einen der ihren angesehen hätten, was auch daran lag, dass der Schwerpunkt dieser Sinfonie auf Melodie und Stimmführung liegt, so wie er es bei Rimski-Korsakow gelernt hatte. Die erste Sinfonie weist bereits Merkmale auf, die später für die Musik Mjaskowskis typisch wurden: Die umfangreiche Präsentation und Variation der Themen, der Einsatz von Polyphonie und Kontrapunkt und natürlich die Vorliebe für Moll-Tonarten und die Sonatenform. Die Ecksätze der Sinfonie stehen und enden in c-Moll, der zweite langsame Satz in As-Dur.

## Rezeption und Kritik
Als Mjaskowski Prokofjew seine Entwürfe zur ersten Sinfonie zeigte, äußerte dieser sich entsetzt zu einigen Passagen. Zu einer Stelle im Finale, bei der Mjaskowski vier Themen ineinander verstrickte, fragte Prokofjew: „[...] für wen soll das sein? Doch nicht etwa für Ljadows Kontrapunktunterricht?“ In der revidierten Fassung von 1921 strich Mjaskowski diese Stelle. Andere Änderungen liegen in der Länge der Ecksätze und in der Instrumentierung. Die Fertigstellung der Sinfonie wirkte sich unmittelbar negativ auf Mjaskowski aus: Er litt in der Folgezeit an Depressionen und brauchte längere Zeit, bis er wieder ein sinfonisches Werk, die sinfonische Dichtung Das Schweigen (1909/10), komponierte.
Boris Assafjew bemerkte zu dieser Sinfonie, sie würde eher an Mussorgskis Liederzyklus Ohne Sonne erinnern. Die Uraufführung fand am 2. Juni 1914 in Pawlowsk unter der Leitung von Alexander Petrowitsch Aslanow (1874–1960) statt und der Dirigent zeigte sich so begeistert von Mjaskowskis Musik, dass er später auch um die Partitur der dritten Sinfonie bat. Der polnische Dirigent Grzegorz Fitelberg interessierte sich 1916 ebenfalls für die Partitur der ersten Sinfonie, eine Nachricht, die den zu dieser Zeit im Ersten Weltkrieg kämpfenden Mjaskowski besonders freute.